# Sanogasta bonariensis
Sanogasta bonariensis là một loài nhện trong họ Anyphaenidae.
Loài này thuộc chi Sanogasta. Sanogasta bonariensis được Cândido Firmino de Mello-Leitão miêu tả năm 1940.